# František Hradecký
František Hradecký, křtěný František Xaverský (12. ledna 1909 Lysá nad Labem - 1. července 1952 Nové Město na Moravě), byl český malíř, grafik a pedagog.

## Život
František Hradecký se narodil v  Lysé nad Labem v rodině rolníka Františka Hradeckého a jeho ženy Vilemíny rodem Houdlové. Na základní školu chodil ve svém rodišti a v letech 1920-1927 absolvoval střední školu v Nymburce. 
Odkud se za dalším studiem vydal do Prahy, kde v letech 1927-1929 studoval na Českém vysokém učení technickém, obor architektura a pozemní stavitelství. Odtud přešel na Uměleckoprůmyslovou školu, kterou navštěvoval v letech 1929-1932 a zde absolvoval Vyšší školu kreslení a kurz kreslení aktu  u prof. Hofbauera. Během studia na UMPRUM se jěště v letech 1933-135 dovzdělával na pražském ČVUT a zároveň v letech 1933-1935 navštěvoval též Pedagogickou fakultu na Univerzitě Karlově.
Od roku 1935 pedagogicky působil na různých místech Čech a Moravy, pobýval v Pardubicích, v Brně-Husovicích a v Zábřehu na Moravě. V roce 1948 byl jmenován ředitelem Státního gymnazia v Novém Městě na Moravě. Ve svém volném čase maloval krajinu sváho dětství v Polabí a věnoval se též i figurální malbě. V letech 1940-1948 se ve svém Brněnském Uměleckém ateliéru věnoval školení budoucího malíře Jaroslava Pavelky. František Hradecký zemřel v Nové Městě na Moravě v létě roku 1952.
František Hradecký byl členem klubu výtvarných umělců Aleš v Brně, Bloku výtvarných umělců země moravskoslezské a SČSVU. Jeho umělecká tvorba se vyznačovala dvěma hlavními tematickými oblastmi – krajinou a figurální malbou, převážně tempery a kvaše. 

## Galerie

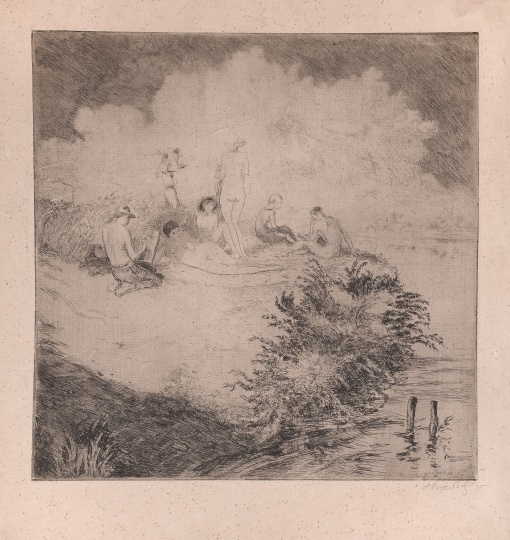
Koupání (lept), 1935
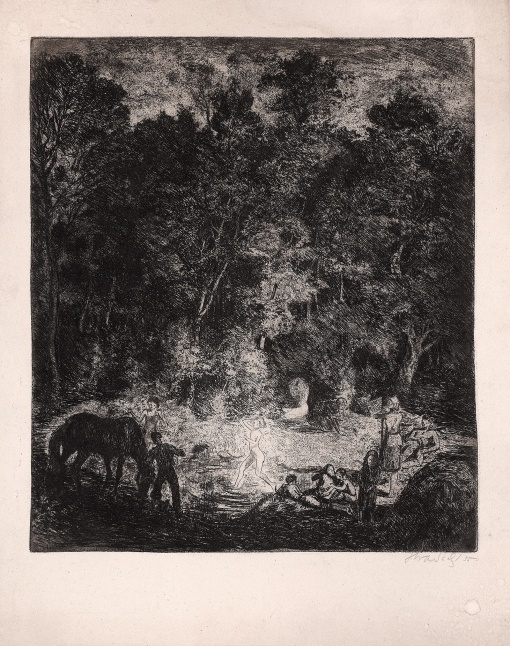
Na pasece (lept), 1935
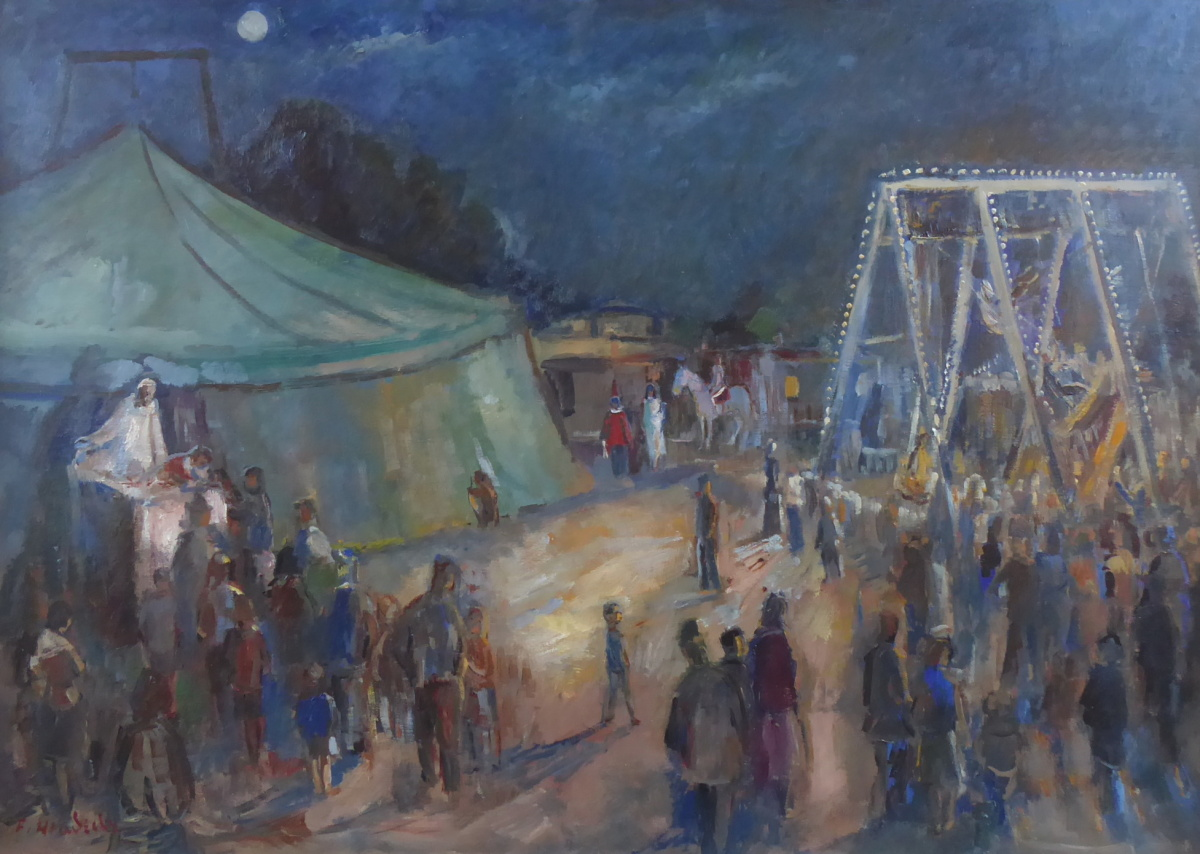
Na pouti (olej na překližce), 1940
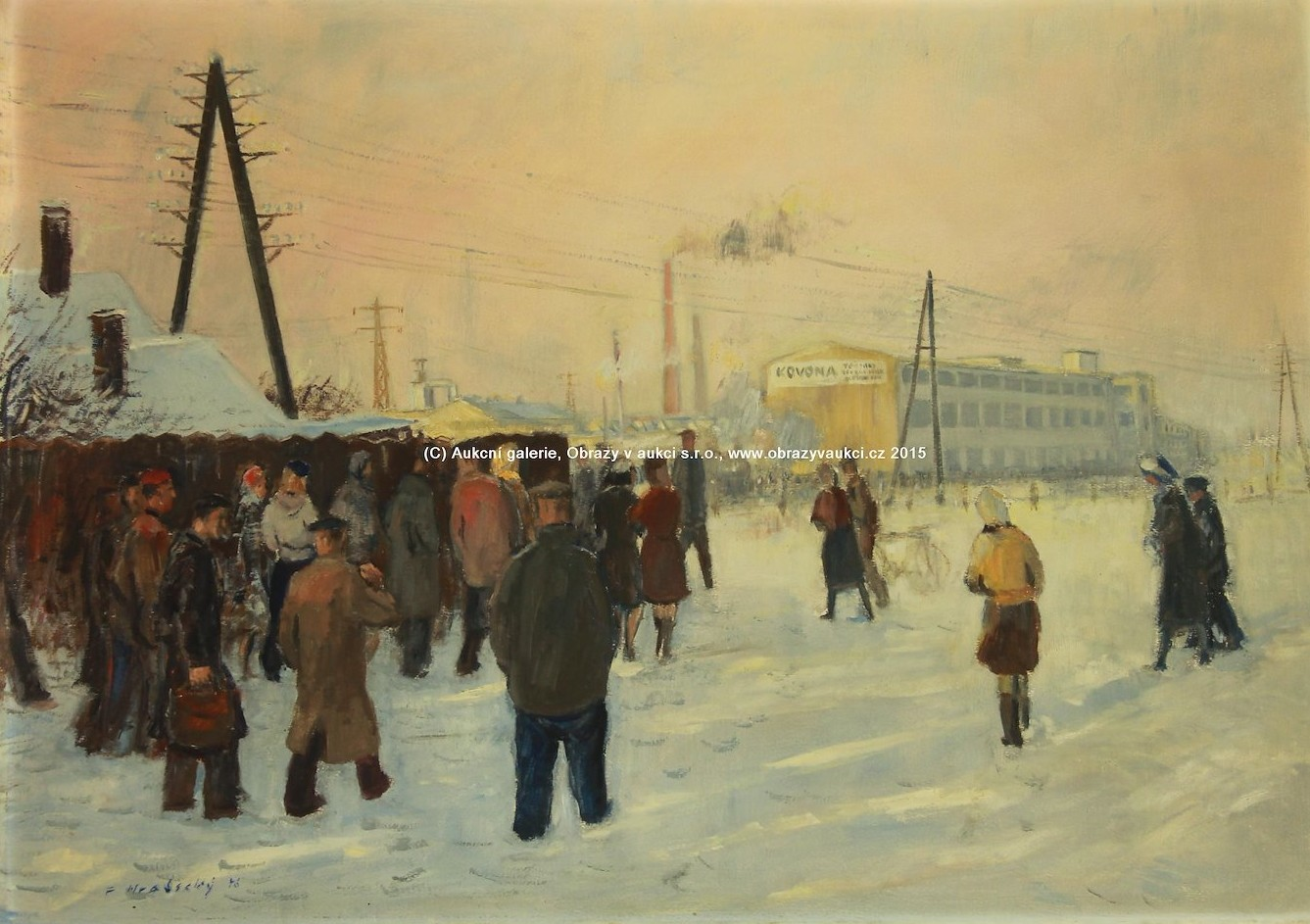
Před továrnou (Kovona v Lysé nad Labem), olej na lepence, 1946
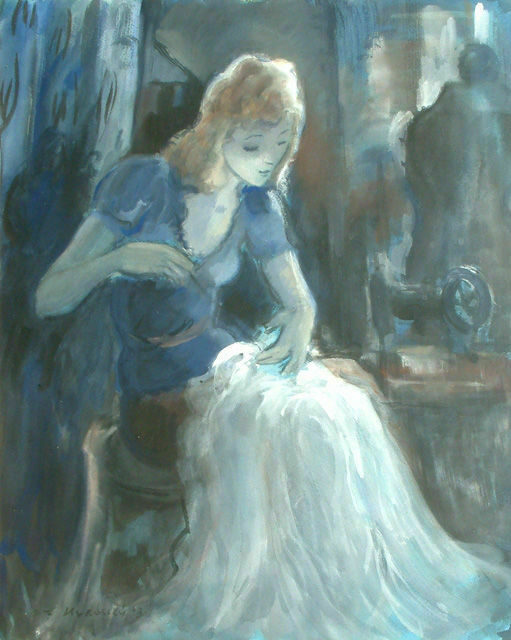
Švadlenka (kvaš na kartonu), 1943
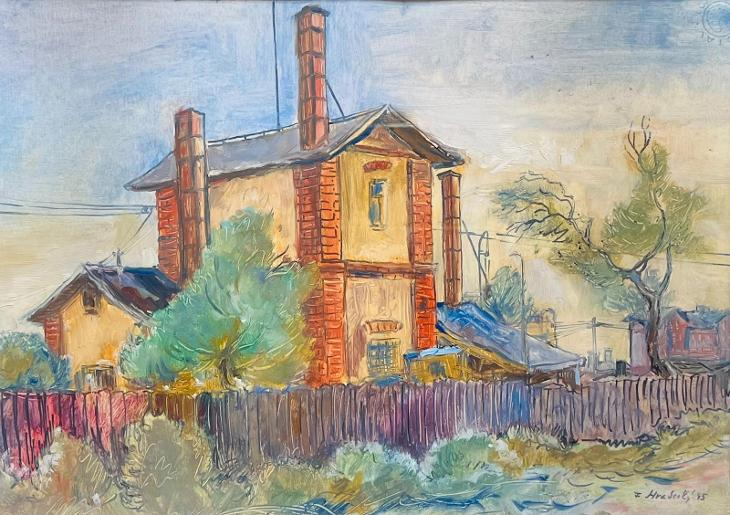
Starý železničářský domek v Lysé nad Labem (tempera na kartonu), 1945